# Gabapentin
Gabapentin, được bán dưới tên thương hiệu Neurontin và các thương hiệu khác, là một loại thuốc chống co giật được sử dụng để điều trị co giật một phần, đau thần kinh, bốc hỏa và hội chứng chân không yên. Nó được khuyến cáo là một trong một số loại thuốc hàng đầu trong điều trị đau thần kinh do bệnh lý thần kinh tiểu đường, đau thần kinh hậu quả và đau thần kinh trung ương. Khoảng 15% những người được cho dùng gabapentin cho bệnh thần kinh tiểu đường hoặc đau thần kinh hậu quả có một lợi ích có thể đo lường được. Gabapentin được uống bằng miệng.
Tác dụng phụ thường gặp bao gồm buồn ngủ và chóng mặt. Các tác dụng phụ nghiêm trọng bao gồm tăng nguy cơ tự tử, hành vi hung hăng và phản ứng thuốc. Hiện tại chưa rõ liệu nó có an toàn trong khi mang thai hoặc cho con bú. Liều thấp hơn được khuyến cáo ở những người có bệnh thận liên quan đến chức năng thận thấp. Gabapentin là một gabapentinoid. Nó có cấu trúc phân tử tương tự như chất dẫn truyền thần kinh γ-aminobutyric acid (GABA) và hoạt động bằng cách ức chế một số kênh calci.
Gabapentin lần đầu tiên được chấp thuận sử dụng vào năm 1993. Nó đã có sẵn như là một loại thuốc gốc ở Hoa Kỳ kể từ năm 2004. Giá bán buôn ở các nước đang phát triển năm 2015 là khoảng 10,80 đô la Mỹ mỗi tháng; tại Hoa Kỳ, nó là US $ 100 đến US $ 200. Năm 2016, đây là loại thuốc được kê đơn nhiều thứ 11 tại Hoa Kỳ, với hơn 44 triệu đơn thuốc. Trong những năm 1990, Parke-Davis, một công ty con của Pfizer, bắt đầu sử dụng một số kỹ thuật bất hợp pháp để khuyến khích các bác sĩ ở Hoa Kỳ sử dụng gabapentin cho các mục đích không được chấp thuận. Công ty đã phải trả hàng triệu đô la để giải quyết các vụ kiện liên quan đến các hoạt động này.

## Sử dụng y tế
Gabapentin được FDA phê chuẩn để điều trị co giật và đau thần kinh. Nó chủ yếu được uống, với một nghiên cứu cho thấy rằng "uống trực tràng là không thỏa đáng". Nó cũng thường được quy định cho nhiều sử dụng ngoài nhãn, chẳng hạn như điều trị rối loạn lo âu, mất ngủ và rối loạn lưỡng cực. Khoảng 90% sử dụng là cho các điều kiện ngoài nhãn. Khoảng 90% việc sử dụng là dành cho các điều kiện ngoài nhãn. Tuy nhiên, có những lo ngại về chất lượng của các thử nghiệm được thực hiện và bằng chứng cho một số sử dụng như vậy, đặc biệt là trong trường hợp sử dụng như một ổn định tâm trạng trong rối loạn lưỡng cực.

### Động kinh
Gabapentin được chấp thuận để điều trị co giật khu trú và co giật hỗn hợp. Không đủ bằng chứng cho việc sử dụng nó trong bệnh động kinh tổng quát.

### Đau thần kinh
Một đánh giá năm 2018 cho thấy gabapentin không có lợi trong đau thần kinh tọa cũng như đau thắt lưng.
Một hướng dẫn lâm sàng của Liên đoàn các Hiệp hội Thần kinh Châu Âu năm 2010 đã đề nghị gabapentin là phương pháp điều trị đầu tiên cho bệnh thần kinh tiểu đường, đau thần kinh sau khi điều trị hoặc đau trung tâm. Nó đã tìm thấy bằng chứng tốt rằng sự kết hợp của gabapentin và morphin hoặc oxycodone hoặc nortriptyline hoạt động tốt hơn so với chỉ dùng thuốc; sự kết hợp của gabapentin và venlafaxine có thể tốt hơn gabapentin đơn thuần.
Một đánh giá của Cochrane năm 2017 đã tìm thấy bằng chứng về chất lượng vừa phải cho thấy giảm 50% cơn đau ở khoảng 15% số người mắc chứng đau dây thần kinh postherpetic và bệnh thần kinh tiểu đường. Bằng chứng tìm thấy rất ít lợi ích và rủi ro đáng kể ở những người bị đau thắt lưng mãn tính. Người ta không biết liệu gabapentin có thể được sử dụng để điều trị các tình trạng đau khác hay không, và không có sự khác biệt giữa các công thức hoặc liều gabapentin khác nhau được tìm thấy.
Một đánh giá năm 2010 cho thấy nó có thể hữu ích trong đau thần kinh do ung thư. Nó không hiệu quả trong bệnh lý thần kinh cảm giác liên quan đến HIV và dường như không mang lại lợi ích cho hội chứng đau khu vực phức tạp.
Một đánh giá năm 2009 cho thấy gabapentin có thể làm giảm sử dụng opioid sau phẫu thuật, nhưng không giúp giảm đau mãn tính sau phẫu thuật. Một đánh giá năm 2016 cho thấy nó không giúp giảm đau sau khi thay khớp gối.
Nó dường như có hiệu quả như pregabalin trong điều trị đau thần kinh và chi phí thấp hơn. [34] Tất cả các liều dường như dẫn đến giảm đau tương tự.

### Đau nửa đầu
Hướng dẫn của Hiệp hội Nhức đầu Hoa Kỳ (AHS) và Viện Hàn lâm Thần kinh học Hoa Kỳ (AAN) phân loại gabapentin là một loại thuốc "không đủ dữ liệu để hỗ trợ hoặc bác bỏ sử dụng điều trị dự phòng đau nửa đầu". Một đánh giá của Cochrane năm 2013 đã kết luận rằng gabapentin không hữu ích trong việc ngăn ngừa chứng đau nửa đầu ở người lớn.

### Rối loạn lo âu
Gabapentin đã được sử dụng ngoài nhãn hiệu để điều trị rối loạn lo âu. Tuy nhiên, có tranh cãi về việc liệu bằng chứng có đủ để hỗ trợ nó được quy định thường xuyên cho mục đích này hay không. Mặc dù pregabalin có thể có hiệu quả trong điều trị chứng lo âu chịu lửa ở những người bị đau mãn tính, nhưng không rõ liệu gabapentin có hiệu quả như nhau không.

### Công dụng khác
Gabapentin có thể hữu ích trong điều trị chứng lo âu hôn mê ở bệnh nhân lưỡng cực; tuy nhiên, nó không hiệu quả như một phương pháp điều trị ổn định tâm trạng cho các cơn hưng cảm hoặc trầm cảm. Các tình trạng tâm thần khác, như rối loạn nhân cách ranh giới, cũng đã được điều trị ngoài nhãn bằng gabapentin. Không đủ bằng chứng để hỗ trợ việc sử dụng nó trong chứng rối loạn cưỡng chế ám ảnh và trầm cảm kháng trị.
Gabapentin có thể có hiệu quả trong chứng giật nhãn cầu và chứng giật cơ ở trẻ sơ sinh (nhưng không phải là chứng giật nhãn cầu xen kẽ định kỳ). Nó có hiệu quả để điều trị các cơn bốc hỏa. Nó có thể có hiệu quả trong việc giảm đau và co cứng trong bệnh đa xơ cứng.
Gabapentin có thể làm giảm các triệu chứng cai rượu (nhưng nó không ngăn ngừa các cơn co giật liên quan), nghiện rượu và thèm rượu. There is some evidence for its role in the treatment of alcohol use disorder; the 2015 VA/DoD guideline on substance use disorders lists gabapentin as a "weak for" and is recommended as a second-line agent. Có một số bằng chứng cho vai trò của nó trong điều trị rối loạn sử dụng rượu; hướng dẫn VA / DoD 2015 về các rối loạn sử dụng chất liệt kê gabapentin là "yếu cho" và được khuyên dùng như một tác nhân thứ hai. Sử dụng để cai thuốc lá đã có kết quả hỗn hợp. Không đủ bằng chứng cho việc sử dụng nó trong sự phụ thuộc cần sa.
Gabapentin có hiệu quả trong việc giảm ngứa trong suy thận (ngứa niệu)  và ngứa do các nguyên nhân khác. [56] Đó là một điều trị thành lập của hội chứng chân không yên. Gabapentin có thể giúp giảm các vấn đề về giấc ngủ ở những người mắc hội chứng chân không yên và co giật một phần do sự gia tăng của giấc ngủ sóng chậm và tăng hiệu quả giấc ngủ. Gabapentin có thể là một lựa chọn trong chứng thiết yếu hoặc run chỉnh hình  Gabapentin không có hiệu quả trong điều trị ù tai.